# Pavinec vytrvalý
Pavinec vytrvalý (Jasione laevis, též J. perennis či J. pyrenaica) je pavinec rostoucí na horských loukách v jihozápadní Evropě.

## Pěstování
Při pěstování je nutné vytvořit dobrou drenážní vrstvu. To je polštářovitá trvalka se stopkami 20 – 45 cm vysokými, nesoucími fialovo– modré květenství, 4 centimetry široké. Druh dobře klíčí ze semen. Květy se ukazují celé léto. Pavinec vytrvalý je vhodnou rostlinou pro suché skalky, slunečné zahrady, ideální je pro lemy záhonů.

## Poddruhy a variety
Kultivar 'Blue Ligh', má stopky 20 vysoké. Poddruh Jasione leavis subsp. carpetana pochází z hor centrálního Španělska a má stopky 5 – 10 cm vysoké. 
Jasione leavis subsp. rosularis pochází z hor jihozápadního Španělska, stopky jsou dlouhé 30 – 50 cm s listy jsou kopinaté, 8 mm široké.